# Barcelona Open 2011
Il Barcelona Open 2011 è stato un torneo di tennis giocato sulla terra rossa. È stata la 59ª edizione del Torneo Godó, parte della categoria ATP World Tour 500 series nell'ambito dell'ATP World Tour 2011. 
La competizione si è disputata al Real Club de Tenis Barcelona di Barcellona, in Spagna, dal 16 al 24 aprile 2011. Il campione uscente del singolare era Fernando Verdasco, che non ha difeso il titolo in polemica con gli organizzatori del torneo.

## Partecipanti

### Teste di serie
| Nazionalità | Giocatore              | Ranking | Testa di serie* |
| ----------- | ---------------------- | ------- | --------------- |
| Spagna      | Rafael Nadal           | 1       | 1               |
| Regno Unito | Andy Murray            | 4       | 2               |
| Svezia      | Robin Söderling        | 5       | 3               |
| Spagna      | David Ferrer           | 6       | 4               |
| Rep. Ceca   | Tomáš Berdych          | 7       | 5               |
| Austria     | Jürgen Melzer          | 9       | 6               |
| Francia     | Gaël Monfils           | 10      | 7               |
| Spagna      | Nicolás Almagro        | 12      | 8               |
| Francia     | Richard Gasquet        | 18      | 9               |
| Ucraina     | Aleksandr Dolhopolov   | 21      | 10              |
| Spagna      | Albert Montañés        | 23      | 11              |
| Spagna      | Guillermo García López | 27      | 12              |
| Brasile     | Thomaz Bellucci        | 31      | 13              |
| Sudafrica   | Kevin Anderson         | 33      | 14              |
| Canada      | Milos Raonic           | 34      | 15              |
| Argentina   | Juan Mónaco            | 36      | 16              |

* Le teste di serie sono basate sul ranking all'11 aprile 2011.

### Altri partecipanti
I seguenti giocatori hanno ricevuto una wild card per il tabellone principale: 
- Juan Mónaco
- Albert Ramos Viñolas
- Gerard Granollers Pujol
- Pablo Carreño Busta

I seguenti giocatori sono passati dalle qualificazioni: 

- Jarkko Nieminen
- Flavio Cipolla
- Édouard Roger-Vasselin
- Vincent Millot
- Simon Greul
- Benoît Paire
- Simone Vagnozzi
- Rui Machado (Lucky loser)
- Miša Zverev (Lucky loser)

## Punti e montepremi

### Punti
| Turno                       | Singolare maschile | Doppio maschile |
| --------------------------- | ------------------ | --------------- |
| Campioni                    | 500                | 500             |
| Finalisti                   | 300                | 300             |
| Semifinalisti               | 180                | 180             |
| Eliminati ai quarti         | 90                 | 90              |
| Eliminati agli ottavi       | 45                 | 45              |
| Eliminati al 2º turno       | 20                 | 0               |
| Eliminati al 1º turno       | 0                  | -               |
| Qualificati                 | 10                 | -               |
| Turno finale qualificazioni | 4                  | -               |

### Montepremi
Il Barcelona Open Banc Sabadell ha leggermente aumentato il premio in denaro per l'edizione di quest'anno, diventando uno dei tornei di tennis col montepremi più alti della sua categoria. Il vincitore del singolare ha vinto 290000 € (4000 € in più rispetto all'anno passato).
| Turno                       | Singolare maschile (€) | Doppio maschile (per squadra) (€) |
| --------------------------- | ---------------------- | --------------------------------- |
| Campioni                    | 290,000                | 90,750                            |
| Finalisti                   | 145,750                | 45,700                            |
| Semifinalisti               | 73,850                 | 23,160                            |
| Eliminati ai quarti         | 37,450                 | 11,750                            |
| Eliminati agli ottavi       | 19,230                 | 6,020                             |
| Eliminati al 2º turno       | 10,110                 | 3,170                             |
| Eliminati al 1º turno       | 6,075                  | -                                 |
| Turno finale qualificazioni | 610                    | -                                 |
| Primo turno qualificazioni  | 300                    | -                                 |

## Vincitori

### Singolare
Rafael Nadal ha sconfitto in finale  David Ferrer per 6-2, 6-4.
- Per Nadal è il secondo titolo dell'anno, il 45º in carriera e la 6ª vittoria in carriera a Barcellona.

### Doppio
Santiago González /  Scott Lipsky hanno sconfitto in finale  Bob Bryan /  Mike Bryan per 5-7, 6-2, [12-10].